# Roques (Alta Garonna)
Roques è un comune francese di 3 719 abitanti situato nel dipartimento dell'Alta Garonna nella regione dell'Occitania.

## Società

### Evoluzione demografica
Abitanti censiti